# 徐光溥
徐光溥（?—?）。或作徐光浦，蜀人，五代十国时后蜀大臣、诗人。
徐光溥初仕孟知祥为观察判官。长兴初年，曾上疏请孟知祥行墨制。孟知祥称帝为后蜀高祖，徐光溥为翰林学士。刘羲叟因徐光溥本为蜀士，借题以讽。徐光溥诗云：“进出班墀数十株，更添幽景向蓬壶。出来似有凌云势，用作丹梯得也无。”刘羲叟诗云：“徐徐出土非人种，枝叶难投日月壶。为是因缘生此地，从他长养譬如无。”徐光溥记恨，终身与他不和，世人多不满其狭隘。
后蜀后主孟昶时，徐光溥兼任兵部侍郎。广政十一年（948年）七月，改任中书侍郎兼礼部尚书、同平章事。徐光溥博学善于诗歌，有辨才，被李昊等人厌恶。后来朝廷有所议论，徐光溥熟睡，当时号称睡相。其年十二月，因为以艳词挑逗前蜀安康长公主，罢相守本官。广政十四年（951年）三月，孟昶于后苑宴会，允许士庶人入内观看。俳优有唱《康老子》曲，孟昶问李昊曲子名字的出处，李昊不能回答。徐光溥说“康老老而无子，故制此曲。”孟昶大加赞赏，之后去世。徐光溥今存诗二首，见《全唐诗》卷七六一，《全唐诗补编·续拾》卷五二。